# 光假
光假奓包叶（学名：Discocleidion glabrum）为大戟科假奓包叶属下的一个种。

## 扩展阅读
- 維基物種上的相關：光假奓包叶